# Posol
Posol (lit. Pasalis) − wieś na Litwie, w gminie rejonowej Soleczniki, 4 km na północny zachód od Butrymańców, zamieszkana przez 42 osób. Przed II wojną światową w Polsce, w powiecie lidzkim województwa nowogródzkiego.